# Argostemma montisdoormannii
Argostemma montisdoormannii är en måreväxtart som beskrevs av Theodoric Valeton. Argostemma montisdoormannii ingår i släktet Argostemma och familjen måreväxter. Inga underarter finns listade i Catalogue of Life.